# Idionyx thailandica
Idionyx thailandica là loài chuồn chuồn trong họ Synthemistidae. Loài này được Hämäläinen mô tả khoa học đầu tiên năm 1985.